# ألان كرناهان
ألان كرناهان (بالإنجليزية: Alan Kernaghan)‏ (مواليد 25 أبريل 1967) هو لاعب كرة قدم. يلعب مع منتخب جمهورية أيرلندا لكرة القدم. سبق له أن لعب في كأس العالم لكرة القدم مع منتخب بلاده.

## مسيرته الكروية
لعب ألان كرناهان خلال مسيرته الاحترافية مع 10 أندية في ثمانية وعشرون موسمًا وسجل خلالها 26 هدفًا ضمن 457 مباراة. ولم يفز بأي موسم بالكأس أو بالدوري.
خاض ألان كرناهان مسيرته مع نادي ميدلزبره في موسم 1984–85 في المرة الأولى ليلعب معه سبعة مواسم ثم في موسم 1991–92 واستمر معه طيلة ثلاثة مواسم، مشاركًا طوالها في 212 مباراة سجل خلالها 16 هدفًا. ثم انتقل إلى نادي تشارلتون أثلتيك في موسم 1990–91 لمدة موسم واحد، حيث شارك في 13 مباراة ولم يسجل أي هدف. لينتقل بعدها إلى نادي مانشستر سيتي في موسم 1993–94 في المرة الأولى واستمر معه طيلة ثلاثة مواسم ثم في موسم 1996–97 ولمدة موسمين، مشاركًا طوالها في 63 مباراة سجل خلالها هدفًا واحدًا. ثم انتقل إلى نادي بولتون واندررز في موسم 1994–95 لمدة موسم واحد، مشاركًا في 11 مباراة ولم يسجل أي هدف. هذا وانتقل لاحقًا إلى نادي برادفورد سيتي في موسم 1995–96 لمدة موسم واحد، مشاركًا في 5 مباريات ولم يسجل أي هدف أيضًا. ثم انتقل بعدها إلى نادي سانت جونستون في موسم 1997–98 ليلعب معه أربعة مواسم، مشاركًا في 74 مباراة سجل خلالها 6 أهداف. ليعود وينتقل من جديد، لكن هذه المرة إلى نادي كلايد في موسم 2001–02 واستمر معه طيلة ثلاثة مواسم، مشاركًا في 63 مباراة سجل خلالها 3 أهداف. لينتقل بعدها إلى نادي فالكيرك في موسم 2004–05 لمدة موسم واحد، مشاركًا في 9 مباريات ولم يسجل أي هدف.

## روابط خارجية
- ألان كرناهان على موقع الاتحاد الدولي (مؤرشف)  (الإنجليزية)
- ألان كرناهان على موقع قاعدة بيانات كرة القدم.إي يو (الإنجليزية)
- ألان كرناهان على موقع ناشيونال فوتبول تيمز (الإنجليزية)
- ألان كرناهان على موقع Soccerbase.com (لاعب) (الإنجليزية)
- ألان كرناهان على موقع عالم كرة القدم.نت (الإنجليزية)